# Pierra Menta
Pierra Menta és una competició anual d'esquí de muntanya a Arêches-Beaufort a la regió de Beaufort (Savoia) des de 1985. Pierra Menta és una de les tres curses dels Alps més conegudes (les grandes trois de ski de montagne) al costat de Patrouille des Glaciers i Trofeo Mezzalama. Els atletes han de recórrer per una ruta amb un desnivell acumulat d'uns 10.000 metres, comptant baixades i pujades. El recorregut s'ha de completar en equips de dues persones i varia cada any. La distància per les categories joves és més curta.

## 27è Pierra Menta (2012)
Homes
| rànquing | participants          | participants            |
| -------- | --------------------- | ----------------------- |
| Or       | Lorenzo Holzknecht    | Manfred Reichegger      |
| Plata    | Matteo Eydallin       | Denis Trento            |
| Bronze   | Pietro Lanfranchi     | William Bon Mardion     |
| 4        | Valentin Favre        | Alexis Sévennec-Verdier |
| 5        | Xavier Gachet         | Mathéo Jacquemoud       |
| 6        | Yannick Ecoeur        | Yannick Buffet          |
| 7        | Kílian Jornet Burgada | Marc Pinsach Rubirola   |
| 8        | Nejc Kuhar            | Filippo Beccari         |
| 9        | Tony Sbalbi           | Jean Pellissier         |
| 10       | Daniele Cappelletti   | Davide Galizzi          |

Dones
| rànquing | participants           | participants                 |
| -------- | ---------------------- | ---------------------------- |
| Or       | Francesca Martinelli   | Roberta Pedranzini           |
| Plata    | Séverine Pont-Combe    | Laëtitia Roux                |
| Bronze   | Gabrielle Gachet       | Mireille Richard             |
| 4        | Laura Besseghini       | Corinne Clos                 |
| 5        | Valentine Fabre        | Nina Cook Silitch            |
| 6        | Marta Riba Carlos      | Anna Comet i Pascua          |
| 7        | Klaudia Tasz           | Magdalena Derezińska-Osiecka |
| 8        | Cécile Pasche          | Lucia Näfen                  |
| 9        | Naila Jornet i Burgada | Laurence Hoffman             |
| 10       | Anne Petit             | Elsa Nodet                   |